# Chips and Technologies

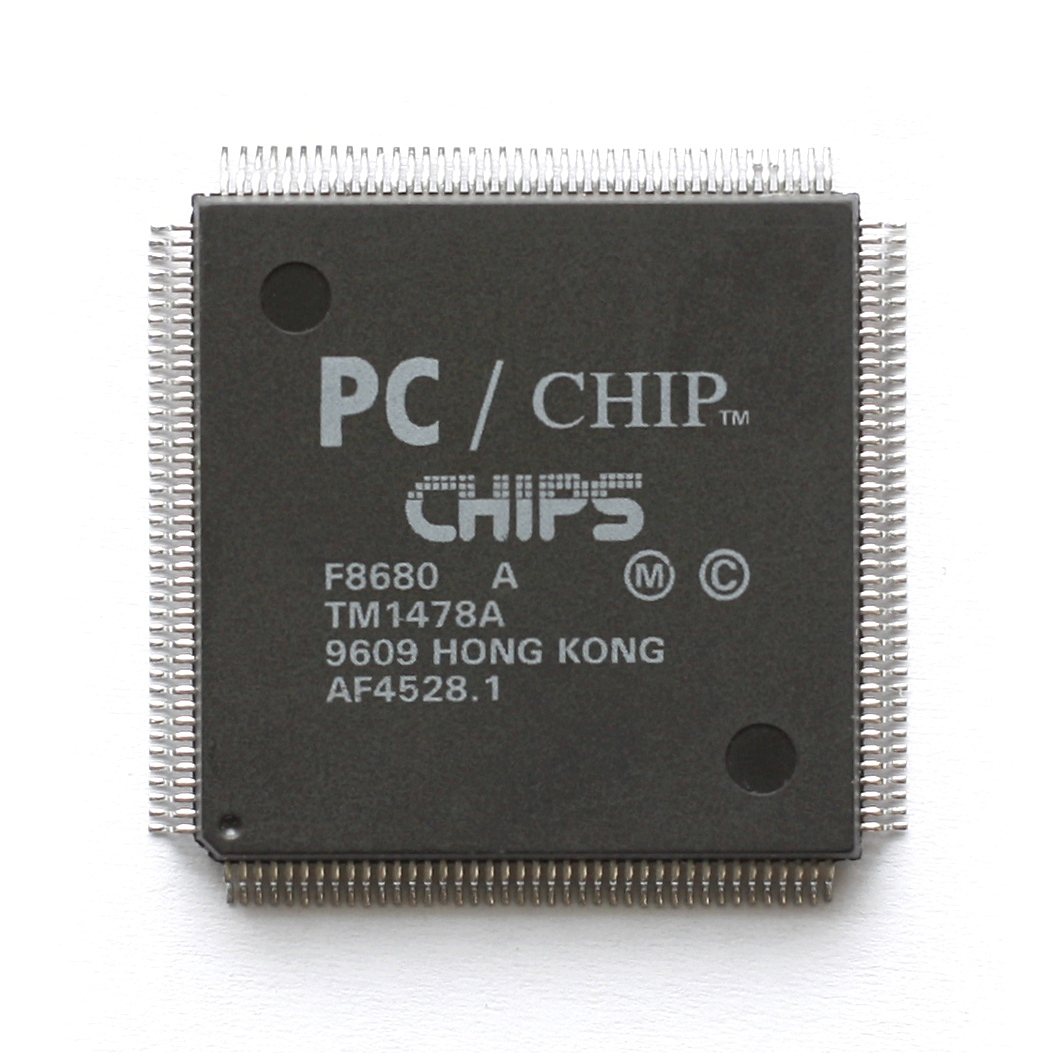
F8680 PC/CHIP SoC.

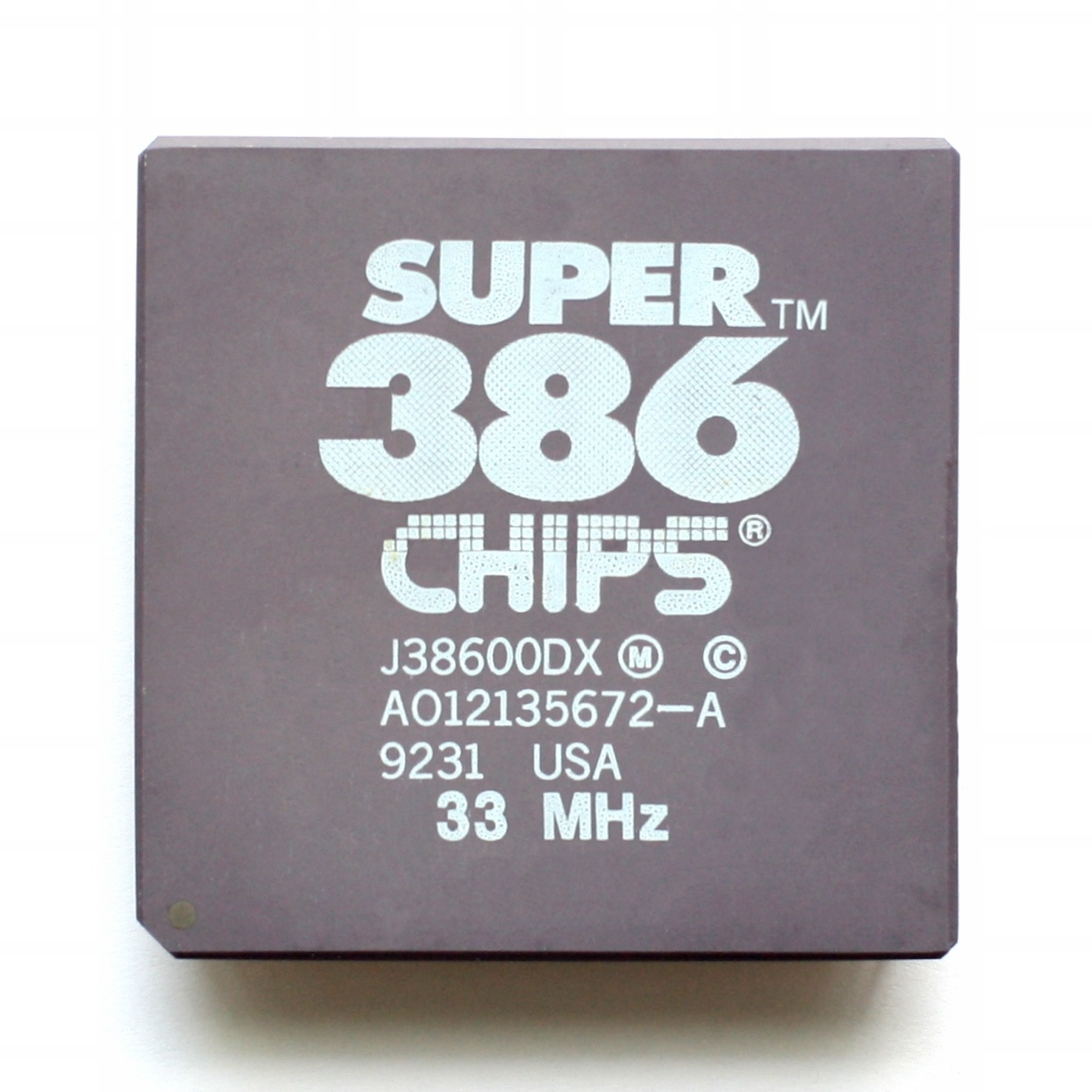
Chips & Technologies Super386.

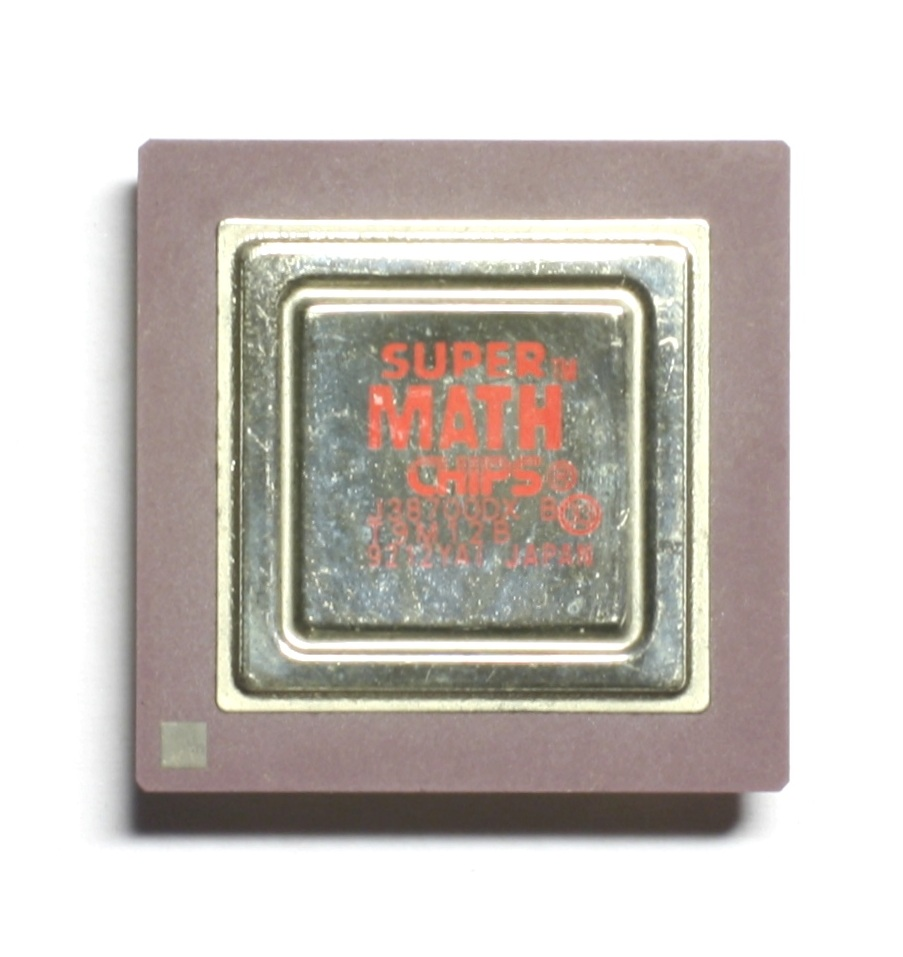
C&T SuperMath J38700DX

Chips and Technologies (C&T) fue el primer fabricante de semiconductores fabless, un modelo desarrollado por su fundador Gordon Campbell. Fue fundada en 1985, participando como inversor de capital riesgo Diosdado Banatao.
Su primer producto fue una GPU compatible con la EGA de IBM. Su cartera de productos incluyó una familia de chipsets de placa madre para compatible IBM PC, varias familias de GPUs EGA y VGA, varios productos de CPU y coprocesador compatibles Intel x86, una familia de circuitos de interfaz para las comunicaciones del puerto serie y paralelo, de interfaz de protocolo para bus ISA, y una familia de circuitos para controladoras de disquete y disco duro.
C&T introducido productos innovadores que proporcionaron a los diseñadores de sistemas mayores niveles de integración de circuitos y la capacidad de producir productos comercializables más rápidamente. La compañía fue pionera en el uso de la integración LSI y VLSI en semiconductores para integrar los subsistemas de los compatibles PC basados en la integración a pequeña escala (SSI) y mediana escala de integración (MSI) de semiconductores. Las técnicas de diseño VLSI y de ingeniería figuraban en los primeros productos de éxito de la compañía. En 1985 C&T introdujo el primer chipset con la lógica del sistema integrada para las computadoras compatibles con la arquitectura del IBM Personal Computer/AT. En cinco chips el chipset integraba 63 de los 94 circuitos lógicos de la plaza madre del AT. Los fabricantes de PC podría depender del chipset para hacer más pequeñas las placas madre con microprocesadores 80286 más rápidos, a un costo más bajo.
C&T fue comprada por Intel el 2 de febrero de 1998, principalmente por su negocio de chips gráficos, que utilizaría para el desarrollo de sus propios chips (primero como placas individuales, luego integrados en el chipset).

## Productos x86
- El F8680 PC/CHIP es un System-on-a-chip compatible Intel 8086 en encapsulado Quad Flat Package de 160 pines orientado a portátiles, palmtops y equipos de sobremesa de bajo consumo.
- El SuperMath J38700DX es un coprocesador de Unidad de coma flotante compatible con el 80387DX.
- El Chips & Technologies Super386 es un microprocesador compatible con el Intel 80386, desarrollado utilizando ingeniería inversa con diseño en sala limpia, pero este chip nunca gozó de tanto éxito como las CPUs 386 producidos por Intel, AMD, y Cyrix. Los C&T 38605DX tenía 512 bytes de caché, pero el encapsulado Pin grid array de 144 pines era incompatible con el socket del 386.

## Chipsets

### Soluciones en un chip
- 82C100 - chipset compatible IBM PS/2 Model 30 y Super XT[1] - Lanzado en 1987,[2] compatible con los microprocesadores 8086, 80C86, 8088, 80C88, NEC V30, NEC V20. Compatible con todas las unidades funcionales del IBM Personal Computer XT: Intel 8284, Intel 8288, Intel 8237, Intel 8259, Intel 8254, Intel 8255, control de DRAM, control de SRAM, control de teclado, generación de paridad y registros de configuración. Además cuenta con control de memoria expandida, reloj dual y administración de energía. Soporta hasta 2,5 Megabytes de memoria RAM.
- 82C235 - Single Chip AT (SCAT)[3] - Lanzado en 1989,[4] compatible con el IBM Personal Computer/AT. Soporta LIM EMS 4.0, hasta 16 MB de memoria y Shadow RAM.
- 82C836 - Single Chip 386sx AT (SCATsx)[5] - compatible con el PC/AT (bus), soporta todas las características del SCAT, añadiendo soporte del microprocesador i386SX y del coprocesador matemático i387SX.

## Chips de Video

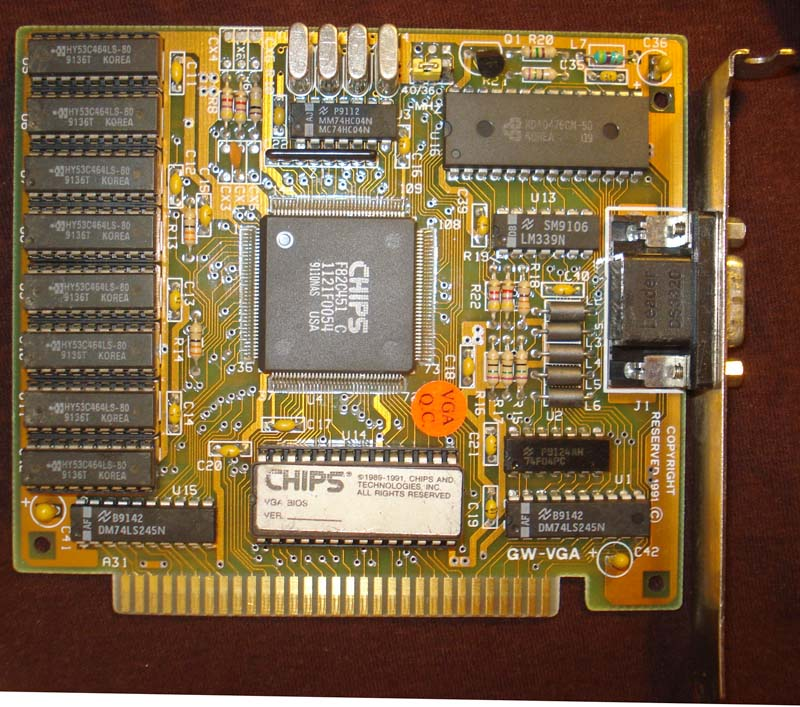
Tarjeta bus ISA VGA con GPU C&T F82C451

Chips and Technologies fue el primer fabricante en ofrecer un chipset compatible VGA aparte de IBM, el C&T82C451, creando el mercado de tarjetas gráficas compatibles IBM. Le siguieron inmediatamente compañías como Trident Microsystems, Western Digital, Cirrus Logic, Oak Technologies, y otras, hasta saturar el mercado.
Chips and Technologies proporciona la tarjeta de vídeo Wingine, un framebuffer de muy alta velocidad que se fija en una ranura propietaria de local bus en las placas madre que lo soportan. Epson y JCIS fueron dos fabricantes que fabricaron placas madre de PC implementando la ranura de Local Bus Wingine. El Wingine es popular entre los usuarios de NEXTSTEP para procesadores Intel, ya que era una de las tarjetas de vídeo de mayor rendimiento compatibles con el sistema operativo.
Apple utiliza varios chips C&T en su línea PowerBook. Entre otros, el C&T65550 fue utilizado en el PowerBook 3400 y el más rápido C&T65554 fue utilizada en el "Kanga" PowerBook G3, que se deriva del 3400. Los primeros PowerBooks con NuBus como el PowerBook 1400 usan el menos sofisticado C&T65525A.

### Arquitectura básica
- C&T65520 (Max RAM: 1Mb, Max Reloj: 68MHz@5V)

- C&T65525 Este chip es básicamente idéntico al C&T65530. Tiene el mismo identificador y se identifica como un 65530 cuando se analiza. Ver C&T65530 para más detalles.

- C&T65530 Este es un chip muy similar al C&T65520. Sin embargo, adicionalmente tiene la capacidad para mezclar operaciones a 5V y 3.3V direccionamiento lineal de la memoria de vídeo. (Max RAM: 1Mb, Max Reloj: 56MHz@3.3V, 68MHz@5V)

- C&T65535 Este es el primer chip de la serie C&T655xx que soporta relojes completamente programables. Por otro lado, tiene las mismas propiedades del C&T65530.

- C&T65540 Esta es la primera versión de la serie C&T655xx que era capaz de soportar Hi-Color y True Color. También incluye un reloj de puntos totalmente programables y es compatible con todo tipo de paneles planos. (Max RAM: 1Mb, Max Reloj: 56MHz@3.3V, 68MHz@5V)

- C&T65545 Este es un chip muy similar al C&T65540, con la adición de un cursor hardware, menú desplegable de aceleración, Bit blit, soporte del bus PCI. La versión PCI también permiten que todos los registros Bit blit y del cursor hardware sean asignados a la memoria de 2Mb por encima de la dirección base. (Max RAM: 1Mb, Max Reloj: 56MHz@3.3V,68MHz@5V)

- C&T65546 este chip se fabricó especialmente para Toshiba, y su documentación está hoy disponible ampliamente. Se cree que es solo un 65545 con una frecuencia de reloj más alta de 80 MHz. (Max RAM: 1Mb?, Max Reloj: 80MHz?)

- C&T65548 Este chip es similar al C&T65545, y también incluye soporte XRAM y de las frecuencias de barrido superiores del C&T65546. (Max RAM: 1Mb, Max Reloj: 80MHz)

### Arquitectura WinGine
- C&T64200 Este chip, también conocido como el WinGine, se utiliza en las tarjetas de vídeo para sistemas de escritorio. A menudo utiliza un conversor digital-analógico externo y relojes programables para proporcionar funcionalidad adicional. Ninguno de estos están actualmente soportados por el controlador de dispositivo, por lo que muchas tarjetas solo tienen un soporte limitado. El direccionamiento lineal en la tarjeta no está soportado por el controlador de dispositivo. (Max RAM: 2Mb, Max Reloj: 80MHz)

- C&T64300 Esta es una versión más avanzada del chip WinGine, con especificaciones muy similares a la serie de chips C&T6554x. Sin embargo, hay muchas diferencias a nivel de registro. Un nivel similar de aceleración al del C&T65545 se incluye en el controlador de dispositivo. (Max RAM: 2Mb, Max Reloj: 80MHz)

### Arquitectura HiQV
- C&T65550 Este chip incluye muchas características nuevas, incluyendo soporte mejorado de Bit blit (24 bpp expansión de color, mayor inclinación máxima, etc), unidad multimedia (captura de vídeo, zoom del puerto de vídeo, etc) y 24 bpp true colour sin comprimit (es decir un modo de 32 bpp). También el mapeado en memoria de E/S es posible en todas las configuraciones de bus. (Max RAM: 2Mb, Max Reloj: 80MHz@3.3V,100MHz@5V)

- C&T65554 Este chip es similar al C&T65550 pero tiene memoria de 64 bits en oposición al bus de 32 bits. También cuenta con límites más altos en la memoria máxima y los relojes de píxel (Max RAM: 4Mb, Max Reloj: 100MHz@3.3V)

- C&T65555 Este chip es similar al C&T65554 pero carece del máximo de memoria y los relojes de píxeles. También incluye un nuevo esquema de tramado DSTN que mejora el rendimiento de las pantallas DSTN. (Max RAM: 4Mb, Max Reloj: 110MHz@3.3V)

- C&T68554 Este chip es similar al C&T65555 pero también incorpora un controlador de dispositivo "PanelLink". Este enlace serie permite la conexión de pantallas LCD que se encuentran hasta a 100 metros del procesador de vídeo. Se esperaba incorporar en los equipos de escritorio con pantalla LCD (Max RAM: 4Mb, Max Reloj: 110MHz@3.3V)

- C&T69000 Este chip es similar al C&T65555 pero incorpora 2 Megabytes de SGRAM en chip. Es el primer chipset de Chips and Technologies en todos los registros son accesibles a través de MMIO, en lugar de solo los registros Bit blit. (Max RAM: 2Mb solo, Max Reloj: 130MHz@3.3V)

- C&T69030 Este chip es similar al C&T69000 pero incorpora 4 Megabytes de SGRAM en chip y tiene una memoria más rápida y límites de píxel de reloj. También incluye un canal de segunda pantalla para que el CRT puede mostrarse de forma independiente de la pantalla LCD. (Max RAM: 4Mb solo, Max Reloj: 170MHz@3.3V)